# Qatar op de Olympische Zomerspelen 1984
Qatar nam deel aan de Olympische Zomerspelen 1984 in Los Angeles, Verenigde Staten. Het was de eerste deelname van het land aan de spelen, er werden echter geen medailles gewonnen.

## Deelnemers
(m) = mannen, (v) = vrouwen, (g) = gemengd

### Atletiek
| Olympiër                                                            | Discipline   | Resultaat | Prestatie |
| ------------------------------------------------------------------- | ------------ | --------- | --- |
| Faraj Saad Marzouk                                                  | 100m (m)     | 53e       | serie 10: 5de in 10,78 |
| Jamal Al-Abdullah                                                   | 200m (m)     | 25e       | serie 4: 4de in 21,10 kwartfinale 4: 7de in 21,44 |
| Waheed Khamis Al-Salem Faraj Abdulla Jamal Al-Abdulla Talal Mansour | 4x100m (m)   | 14e       | serie 1: 6de in 40,70 halve finale 2: 8ste in 40,43 |
| Ibrahim Al-Taher                                                    | marathon (m) | DNF       | niet gefinisht |
| Mohamed Mansour Salah                                               | tienkamp (m) | 21e       | 100m: 23ste in 11,51 verspringen: 22ste met 6,62m kogelstoten: 23ste met 11,54m hoogspringen: 20ste met 1,88m 400m: 24ste in 52,04 110m horden: 23ste in 16,20 discuswerpen: 23ste met 36,26m polsstokspringen: 22ste met 3,50m speerwerpen: 24ste met 45,02m 1500m: 16de in 4.35,64 totaal: 6589 punten |

### Schietsport
| Olympiër                  | Discipline              | Resultaat | Prestatie                              |
| ------------------------- | ----------------------- | --------- | -------------------------------------- |
| Sulaiman Mohamed          | 50m geweer liggend (m)  | 49e       | 582 punten: (99-96-96-96-97-98)/small> |
| Jadaan Tarjam Al-Shammari | 50m geweer liggend (m)  | 65e       | 572 punten: (93-95-98-96-94-96)        |
| Said Al-Karbi             | 25m snelvuurpistool (m) | 42e       | 571 punten: (287-284)/small>           |
| Eid Fayroze               | 25m snelvuurpistool (m) | 49e       | 557 punten: (277-280)                  |

### Voetbal
| Olympiër | Discipline | Resultaat | Prestatie                                                               |
| --- | ---------- | --------- | ----------------------------------------------------------------------- |
| Adel Ahmed Malalla Ali Al-Sadah Ibrahim Ahmad Faraj Al-Mass Issa Al-Mohamedi Khaled Salmaan Mansoor Muftah Mubarak Anber Mohamed Al-Ammari Mohamed Deham Al-Sowaidi Mubarak Al-Khater Salah Al-Mehaizaa Sultan Waleed Jamaan Younis Ahmed Yousuf Mubarak Al-Adsani Ahmad Al-Majid Mubarak Suwaide | mannen     | 15e       | groep A: 4de G van Frankrijk: 2-2 V van Chili: 0-1 V van Noorwegen: 0-2 |

| Groep A |           |             |             |             |             |            |            |            |        |
| #       | Land      | Wedstrijden | Wedstrijden | Wedstrijden | Wedstrijden | Doelpunten | Doelpunten | Doelpunten | Punten |
| #       | Land      | G           | W           | G           | V           | V          | T          | Saldo      | Punten |
| 1       | Frankrijk | 3           | 1           | 2           | 0           | 5          | 4          | +1         | 4      |
| 2       | Chili     | 3           | 1           | 2           | 0           | 2          | 1          | +1         | 4      |
| 3       | Noorwegen | 3           | 1           | 1           | 1           | 3          | 2          | +1         | 3      |
| 4       | Qatar     | 3           | 0           | 1           | 2           | 2          | 5          | -3         | 1      |

| Ronde      | Datum     | Plaats    | Land | Score     | Land |
| ---------- | --------- | --------- | ---- | --------- | ---- |
| Groepsfase |           |           |      |           |      |
| 29 juli    | Annapolis | Frankrijk | 2-2  | Qatar     |      |
| 31 juli    | Annapolis | Chili     | 1-0  | Qatar     |      |
| 2 augustus | Boston    | Qatar     | 0-2  | Noorwegen |      |

Algerije · Amerikaanse Maagdeneilanden · Andorra · Antigua en Barbuda · Argentinië · Australië · Bahama’s · Bahrein · Bangladesh · Barbados · België · Belize · Benin · Bermuda · Bhutan · Birma · Bolivia · Bondsrepubliek Duitsland · Botswana · Brazilië · Britse Maagdeneilanden · Canada · Centraal-Afrikaanse Republiek · Chili · China · Chinees Taipei · Colombia · Congo-Brazzaville · Costa Rica · Cyprus · Denemarken · Djibouti · Dominicaanse Republiek · Ecuador · Egypte · El Salvador · Equatoriaal-Guinea · Fiji · Filipijnen · Finland · Frankrijk · Gabon · Gambia · Ghana · Grenada · Griekenland · Groot-Brittannië · Guatemala · Guinee · Guyana · Haïti · Honduras · Hongkong · Ierland · IJsland · India · Indonesië · Irak · Israël · Italië · Ivoorkust · Jamaica · Japan · Joegoslavië · Jordanië · Kaaimaneilanden · Kameroen · Kenia · Koeweit · Lesotho · Libanon · Liberia · Liechtenstein · Luxemburg · Madagaskar · Malawi · Maleisië · Mali · Malta · Marokko · Mauritanië · Mauritius · Mexico · Monaco · Mozambique · Nederland · Nederlandse Antillen · Nepal · Nicaragua · Nieuw-Zeeland · Niger · Nigeria · Noord-Jemen · Noorwegen · Oeganda · Oman · Oostenrijk · Pakistan · Panama · Papoea-Nieuw-Guinea · Paraguay · Peru · Portugal · Puerto Rico · Qatar · Roemenië · Rwanda · Salomonseilanden · Samoa · San Marino · Saoedi-Arabië · Senegal · Seychellen · Sierra Leone · Singapore · Soedan · Somalië · Spanje · Sri Lanka · Suriname · Swaziland · Syrië · Tanzania · Thailand · Togo · Tonga · Trinidad en Tobago · Tsjaad · Tunesië · Turkije · Uruguay · Venezuela · Verenigde Arabische Emiraten · Verenigde Staten · Zaïre · Zambia · Zimbabwe · Zuid-Korea · Zweden · Zwitserland